# Geōrgios Paraschos
Geōrgios Paraschos (in greco Γεώργιος Παράσχος?; Salonicco, 23 agosto 1952) è un allenatore di calcio ed ex calciatore greco, di ruolo centrocampista.

## Palmarès

### Giocatore

#### Competizioni nazionali
- Coppa di Grecia: 3

PAOK Salonicco: 1971-1972, 1973-1974
Kastoria: 1979-1980